# Community of European Management Schools

The Global Alliance in Management Education (voormalig, the Community of European Management Schools, of CEMS) is een samenwerking van multinationals en Europese businessschools en universiteiten. Elk deelnemend land wordt vertegenwoordigd door één instituut. Op dit moment vertegenwoordigt CEMS 30 Europese universiteiten, en meer dan zeventig corporate partners (waaronder vele wereldwijd opererende bedrijven). CEMS organiseert het CEMS-diploma, ondersteunt de CEMS Alumni Association (CAA) en faciliteert deelnemende organisaties.

## CEMS-MIM
De CEMS Master in Management (CEMS-MIM) is een eenjarig diplomaprogramma gemeenschappelijk onderwezen door de CEMS-instituten aan een selecte groep studenten aan de deelnemende businessschools. Het doel van CEMS is om de globale kracht te zijn in onderwijs en onderzoek voor studenten die een leidinggevende rol beogen te spelen in de ontwikkeling en sturing van ondernemingen in de wereld.
Deze individuen onderscheiden zich in: 
- hoge academische standaarden en professionele vaardigheden
- vaardigheden om te presteren in snel veranderende omgevingen
- empathie voor verschillende culturen, waarden en gedrag
- bereidheid om verantwoordelijke posities in te nemen in de maatschappij

Studenten voor het CEMS-MIM zijn geselecteerd op basis van de volgende vijf criteria:
- Kennis (intellectueel en taalvaardigheden)
- Interpersoonlijke competenties
- Prestatiedrang
- Integriteit
- Internationale oriëntatie

## Lijst van CEMS-instituten

### Europa
- België: Université catholique de Louvain
- Denemarken: Copenhagen Business School
- Duitsland: Universität zu Köln
- Engeland: London School of Economics and Political Science
- Finland: Aalto-universiteit
- Frankrijk: HEC Paris
- Hongarije: Corvinus University of Budapest
- Ierland: Michael Smurfit Graduate School of Business
- Italië: Università Commerciale Luigi Bocconi
- Nederland: Rotterdam School of Management, Erasmus University
- Noorwegen: Norwegian School of Economics and Business Administration
- Oostenrijk: Vienna University of Economics and Business
- Polen: Warsaw School of Economics
- Portugal: Nova School of Business and Economics
- Rusland: Graduate School of Management, St. Petersburg University
- Spanje: ESADE
- Tsjechië: Universiteit voor Economie Praag
- Turkije: Koç University Graduate School of Business
- Zweden: Stockholm School of Economics
- Zwitserland: University of St. Gallen

### Wereldwijd
- Australië: Universiteit van Sydney
- Brazilië: Escola de Administração de Empresas de São Paulo-FGV
- Canada: Ivey Business School
- Chili: Universidad Adolfo Ibáñez
- China: Tsinghua-universiteit
- Hong Kong: Hong Kong University of Science and Technology
- India: Indian Institute of Management Calcutta
- Japan: Keio University
- Singapore: Nationale Universiteit van Singapore
- Zuid-Korea: Korea University Business School

## CEMS Corporate Partners
CEMS Corporate Partners worden verwacht jaarlijks financieel ongeveer € 24.000 bij aan het programma. Daarnaast leveren zij mensen voor zogenaamde skill seminars, geven zij onderwijs en nodigen zij CEMS-studenten uit voor bedrijfsactiviteiten waar studenten kennis op doen over zaken of om vraagstukken op te lossen. Deze banden zijn erg bruikbaar voor de promotie van het bedrijf aan de student, terwijl de student inzage krijgt in werkelijke situaties en oplossingen tot problemen.
Lijst van partners:
- A.P. Møller-Mærsk Group
- A.T. Kearney
- ABB
- Arçelik
- Arla Foods
- AstraZeneca
- Bain & Company
- Barilla
- Bayer
- Beiersdorf AG
- BNP Paribas
- China CITIC Bank International
- Coloplast
- Daymon Worldwide
- Deloitte Touche Tohmatsu
- Dentsu Aegis Network
- DHL Consulting
- E.ON Inhouse Consulting
- EDP - Energias de Portugal, S.A.
- EF Education First
- Ernst & Young
- Facebook
- Gartner
- GlaxoSmithKline
- Google
- Groupe SEB
- Henkel AG & Co. KGaA
- Hilti
- Hyundai Motor Company
- Kerry Group plc
- KONE
- Kowa Company, Ltd
- L'Oréal
- Lawson, Inc
- Longshine Technology
- LVMH
- MasterCard
- McKinsey & Company
- Merck
- MET
- Microsoft
- Millennium bcp - Banco Comercial Português
- MVM
- Nokia Corporation
- Nomura Holdings, Inc.
- Novo Nordisk
- Oesterreichische NationalBank
- PricewaterhouseCoopers
- Procter & Gamble
- Reckitt Benckiser
- SABMiller plc
- Salesforce
- Siemens Management Consulting
- Simon-Kucher & Partners
- ŠKODA AUTO a.s.
- Société Générale
- Statkraft AS
- Statoil
- Swiss RE
- The Boston Consulting Group
- The Fung Group
- Tsinghua Unigroup
- UBS
- Unibail-Rodamco
- UniCredit
- United Overseas Bank
- Universum
- Vodafone
- VTB Group
- Whirlpool
- zeb
- Zurich Financial Services